# Spooky Two
Spooky Two är ett musikalbum av den brittiska rockgruppen Spooky Tooth. Albumet lanserades 1969 och var gruppens andra studioalbum. Det släpptes på skivbolaget Island Records i Europa och på A&M Records i Nordamerika. Albumet blev deras framgångsrikaste i USA men listnoterades inte i hemlandet. Albumet var gruppens andra och sista som producerades av Jimmy Miller, annars mest känd som producent för The Rolling Stones. Albumomslaget som bestod av en monokrom bild på gruppen gavs i Europa ursprungligen ut i flera olika färgvarianter. Omslaget fanns bland annat i färgerna grått, olivgrönt, brunt, blått och magenta
Låten "Better By You, Better Than Me" spelades 1978 in av Judas Priest till albumet Stained Class och släpptes även som singel.

## Låtlista
(kompositör inom parentes)
1. "Waitin' for the Wind" 3:27 (Grosvenor, Harrison, Wright)
2. "Feelin' Bad" 3:17 (Kellie, Wright)
3. "I've Got Enough Heartaches" 3:24 (Kellie, Wright)
4. "Evil Woman" 9:00 (Weiss)
5. "Lost in My Dream" 5:03 (Wright)
6. "That Was Only Yesterday" 3:51 (Wright)
7. "Better By You, Better Than Me" 4:12 (Wright)
8. "Hangman Hang My Shell on a Tree" 5:40 (Wright)

## Listplaceringar
- Billboard 200, USA: #44[1]
- RPM, Kanada: #48[2]